# Ишкома (приток Шомоксы)
Ишкома — река в России, протекает в Великоустюгском районе Вологодской области. Устье реки находится в 42 км по левому берегу реки Шомокса. Длина реки составляет 18 км.
Ишкома берёт начало в лесах в 28 км к востоку от Великого Устюга. Течёт на север, крупных притоков нет, русло сильно извилистое. Всё течение реки проходит по глухому ненаселённому лесному массиву.

## Данные водного реестра
По данным государственного водного реестра России относится к Двинско-Печорскому бассейновому округу, водохозяйственный участок реки — Северная Двина от начала реки до впадения реки Вычегда, без рек Юг и Сухона (от истока до Кубенского гидроузла), речной подбассейн реки — Сухона. Речной бассейн реки — Северная Двина.
Код объекта в государственном водном реестре — 03020100312103000013484.